# Parastenocaris calliroe
Parastenocaris calliroe is een eenoogkreeftjessoort uit de familie van de Parastenocarididae. De wetenschappelijke naam van de soort is voor het eerst geldig gepubliceerd in 1969 door Cottarelli.